# جفرا (أغنية)
جفرا (أغنية) هي أغنية كتب كلماتها وغناها المغني والشاعر الفلسطيني أحمد عبد العزيز علي الحسن، وتم استحضارها لأول مرة في عام 1939. تختلف كلمات أغنية جفرا بين الشعب الفلسطيني، لكن دون حدوث تغيير في كلمة جفرا واللحن، وقد ارتبطت أغاني جفرا بالمناسبات في دولة فلسطين سواء كانت مناسبات اجتماعية أو وطنية. وفي الشعر الفلسطيني الحديث اشتهر الشاعر عز الدين المناصرة بقصيدته الشهيرة حول جفرا.

## قصة الأغنية
تعود قصة جفرا إلى قصة عشق انتشرت في قرية كويكات قضاء عكا، حيث وقع الشاعر أحمد الحسن في عشق فتاة تدعى رفيقة نايف حمادة الحسن وعقد قرانه عليها، وتختلف القصة في سبب طلاقه لها حيث أن الرواية الأكثر رواجاً أنها هجرته ورجعت لبيت أهلها بسبب ضربه لها، فيما تقول رواية أخرى أنها تركته لخلاف بين والدتها وبينه، وبعد فترة تزوجت رفيقة برجل آخر. وظل الشاعر المفجوع بحب حبيبته ينوح فراقها ويندب حظه ويلوم من تزوجها، لكنه لم يكن ليقدر أن يقول باسمها شعرا مباشراً فاستخدم اسم «الجفرا».

## كلمات الأغنية
جفرا ويا هالربع نزلت على العين
جرتها فضة وذهب حملتها لزين
جفرا ويا هالربع ريتك تقبريني
تدعسي على قبري تطلع ميرامية
جفرا ويا هالربع بتصيح يا عمامي
ما باخذ بنيكم لو تطحنوا عظامي
ون كان الجيزة غصب بالشرع الاسلامي
لرمي حالي بالبحر للسمك بل بالميا